# Бабин Јар
Бабин Јар (рус. Бабий Яр; укр. Бабин яр) је кланац на западном предграђу украјинског главног града, Кијева. Бабин Јар је место где су немачке снаге 29. и 30. септембра 1941. године побиле 33.771 Јевреја. Злочин у Бабином Јару слови као чврст доказ умешаности Вермахта у Холокауст. Осим Јевреја, овде су нацисти током рата убијали совјетске ратне заробљенике, Роме итд. Укупно је током немачке окупације на Бабином Јару побијено између 100.000 и 150.000 људи.

## Покољ септембра 1941.
Немачке снаге су ушле у Кијев 19. септембра 1941. године. Пет дана касније, мине које су постављали Совјети почеле су да експлодирају када је избила и велика ватра која је уништила већи део центра града. СС као и полицијски званичници, заједно са официрима 6. армије сматрали су ово прихватљивим оправдањем за вршење насиља над кијевским Јеврејима које су већ почели да прогоне. Негде између 25. и 27. септембра, одлучили су да поубијају све Јевреје. У недељу, 28. септембра, тек именована „споредна полиција“ издала је наређење кијевским Јеврејима, на руском, украјинском и немачком језику. Наређено им је да се следећег јутра у саму зору појаве на раскрсници и да са собом понесу личне документе, новац, све вредности које имају, као и топлу одећу. Никакав разлог није понуђен. Издат је проглас да ће сви „јевреји“ који се не појаве, бити стрељани.
Неколико хиљада Јевреја, очекујући депортацију, стигло је на раскрсницу улица Мелник и Дехтиаривска где је у том тренутку стајао и теретни воз. Били су усмерени су ка јеврејском гробљу, месту којег су контролисали Немци и украјинска полиција. Након што су ушли, морали су да предају сва документа и вредности које су имали, те да прођу немачки псећи чопор. Украјинска полиција их је натерала да скину одећу и одвезла их је ка Бабином Јару, месту гдје су их Немци убали пушкама и митраљезима. Убице су били припадници Зондеркомандо 4а, подјединица Безбедносне полиције – одељење Ц (један од четири Ајнзацгрупе). У масакру су им помагали резервни полицијски батаљон бр. 45 и полицијски батаљон бр. 303. Цело јутро и послеподне Јевреји мушкарци, жене, деца, као и нејеврејски „мужеви“ и жене заједно са свима онима који су хтели да буду са њима, стигли су на место злочина. Масакр је настављен наредног дана када је још Јевреја стигло у Бабин Јар. Тако је провалија постала огромна масовна гробница. Према подацима безбедносне полиције, убили су 33.771 Јевреја за два дана. Историчари ове статистике сматрају веома поузданима.

## Масакри након 1941.
Многи Јевреји су убијани у Бабином Јару и након септембра 1941; иако подаци о злочинима који су презентовани након Другог светског рата не приказују оне који су касније убијени. На пример, око три хиљаде јеврејских ратних заробљеника су убијени у септембру и почетком октобра 1941. године. Они који нису били Јевреји, нарочито нејеврејски заробљеници Роми, такође су убијани у Бабином Јару. У фебруару 1942. убијен је и градоначелник Кијева као и неки други припадници организације „Украјински националисти“; иако се ови злочини вероватно нису физички догодили у Бабином Јару, нацисти су тамо преместили лешеве. Нешто касније, нацисти су користили и отровне гасове да би погубили евентуалне преживеле. У августу 1943, у скривеној операцији коју је предводио бивши командант Зондеркомандо 4а, Паул Блобел (погубљен 1951), јеврејски становници оближњег логора, морали су да прекопају гробницу да би кремирали лешеве који су се налазили у Бабином Јару. Четворица преживелих процењују да је око 100.000 лешева било закопано, и то је била званична совјетска (данас украјинска) цифра жртава у Бабином Јару, од 1941. до 1943. године.
Током рата, совјетски медији су извештавали о масакру над кијевским Јеврејима, а у марту, совјетско-украјинске власти су одлучиле су да подигну споменик на том месту. Намера за споменик никада није заживела, јер совјетска власт није дозвољавала да се комеморишу само жртве појединих националности него само као совјетски грађани.

## Спомен-обележје и сећање
Секретар Комунистичке партије, Никита Хрушчов, настојао је да ублажи совјетске рестрикције. „Литературнаја газета“, угледни украјински часопис, објавио је писмо кијевског писца Виктора Некрасова, који је захтевао споменик посвећен жртвама погубљеним у Бабином Јару. У септембру 1961, Литературнаја газета прави нову сензацију тако што објављује пројеврејску поему руског писца Јевгенија Јевтушченка „Бабин Јар“ (касније, након много притисака додао је патриотску реченицу о Русији). Композитор Дмитриј Шостакович је написао причу о Бабином Јару за своју „Тринаесту Симфонију“ која је објављена 1962. године.
Средином шездесетих била су два званична предлога за изглед меморијала, али ни један од њих није довео до промена на локалитету. Године 1966, један московски часопис је у наставцима објављивао новеле Анатолија Кузњецова о Бабином Јару, а годину дана након тога, новеле су објављене као књига. Овај рад, који представља ауторова сећања, такође је садржавао извештаје о масакру које је начинила Дина Проничева, један од шачице преживелих особа. Комунистичка партија је започела са узнемиравањем Кузњецова, који је убрзо побегао у Уједињено Краљевство, где је објавио и другу верзију своје књиге која је садржавала неке конкретније ствари о ратном времену антисемитизма.
У септембру 1991, месец дана након стицања независности Украјине, држава је спонзорисала комеморацију масакра у Бабином Јару. Додатни текст је додат на совјетски споменик, а на још једној локацији (далеко од званичног мјеста убијања) локални Јевреји су поставили бронзану менору. Убрзо су се нашли још неки комеморативни споменици страдању, укључујући и два дрвена крста где су први подигли чланови организације „Украјински националисти“ 1991. године за 620 убијених националиста, и други, 2000. године Руска православна црква у част двојице свештеника за које се претпоставља да су у новембру 1941. убијени у Бабином Јару. Године 2001. у Бабином Јару је изграђен и споменик, посвећен убијеној деци и постављен камен–темељац за изградњу музеја „Бабин Јар“. Године 2002. у Кијеву је вођена емотивна дебата међу Јеврејима због постајања могућности да се музејски комплекс изгради над посмртним остацима убијених.
Свест о Бабином Јару се развила из разних извора као што је бестселер Леона Уриса, „Егзодус“ (1958), који укратко спомиње Бабин Јар; суђења за ратне злочине у Нирнбергу и другим местима; Бабин Јар парк у Денверу (отворен 1970); преводи Јевтученкових и Кузњецовљевих радова; ТВ серијали – „Холокауст“ (1978) који укључују сцене масакра и посету споменику бившег америчког председника Џорџа Буша Старијег (1991) и папе Јована Павла II.

## Споменици
- Менора у помен на убијене Јевреје
- Дрвени крст у сећање на убијене украјинске националисте
- Крст у сећање на убијене свештенике
- Провалија Бабин Јар